# حقائق بديلة
«الحقائق البديلة» (بالإنجليزية: Alternative facts) هي عبارة استخدمتها مستشارة الرئيس الأمريكي كيليان كونواي خلال مقابلة لها في برنامج ميت ذا برس في 22 يناير 2017، دافعت فيها عن التصريح الكاذب الذي أدلى به السكرتير الصحفي للبيت الأبيض شون سبايسر حول عدد الأشخاص الذين حضروا حفل تنصيب دونالد ترامب كرئيس للولايات المتحدة. عندما حشرها تشاك تود في الزاوية لتشرح سبب «قول سبايسر معلومات كاذبة يمكن إثباتها»، صرحت كونواي أن سبايسر أعطى حقائق بديلة، ليجيبها تود «انظري، الحقائق البديلة ليست حقائق، بل إنها معلومات كاذبة».
استخدمت كونواي عبارة «الحقائق البديلة» لوصف الأكاذيب التي يمكن إثباتها، ما عرضها للاستهزاء على نطاق واسع على وسائل التواصل الاجتماعي وانتقدها بشدة الصحفيون والمؤسسات الإعلامية، من بينهم دان راذير، وجيل أبرامسون، وجمعية العلاقات العامة الأمريكية. وصِفت العبارة على نطاق واسع بأنها أورويلية، لا سيما فيما يتعلق بمصطلح التفكير المزدوج. في غضون أربعة أيام من المقابلة، زادت مبيعات رواية 1984 لجورج أورويل 95 ضعفًا، وهو ما نسبته صحيفة نيويورك تايمز وآخرون إلى استخدام كونواي لهذه العبارة، ما جعلها الرواية الأكثر مبيعًا على موقع أمازون.
دافعت كونواي لاحقًا عن اختيارها للكلمات، معرّفة «الحقائق البديلة»  بأنها «حقائق إضافية ومعلومات بديلة».

## خلفية
في 21 يناير 2017 عقد السكرتير الصحفي للبيت الأبيض شون سبايسر أول مؤتمر صحافي له، اتهم فيه وسائل الإعلام بالتقليل عمدًا من حجم الحشد في حفل تنصيب الرئيس ترامب، وذكر أن الحفل استقطب «أكبر جمهور شهد حفل تنصيب على الإطلاق –سواء بالحضور الشخصي أو في جميع أنحاء العالم». وفقًا لبيانات النقل السريع للركاب والأدلة الفوتوغرافية، كانت مزاعم سبايسر وادعاءاته كاذبة. أظهرت الصور الجوية أن الإقبال على تنصيب ترامب كان أقل من الإقبال على تنصيب باراك أوباما عام 2009. ادعى سبايسر أن 420 ألف شخص ركبوا مترو العاصمة في يوم الافتتاح 2017، مقارنة مع 317 ألفًا في عام 2013. ولم يقدم مصدرًا لادعاءاته، ولم يوضح الفترات الزمنية المُقارنة. كانت أرقام الركاب الفعلية بين منتصف الليل و11 صباحًا 193,000 في عام 2017، و317,000 في عام 2013.
قدم سبايسر أيضًا معلومات غير صحيحة حول استخدام أغطية أرضية بيضاء أثناء التنصيب. وذكر أن تلك الأغطية استخدِمت لأول مرة خلال تنصيب ترامب وكان لها تأثير بصري في جعل الجمهور يبدو قليلًا. لكن أغطية الأرضية البيضاء استخدِمت في عام 2013 عندما أدى أوباما اليمين الدستورية لولاية ثانية. ولم يرد سبايسر على أسئلة وسائل الإعلام في المؤتمر الصحفي.

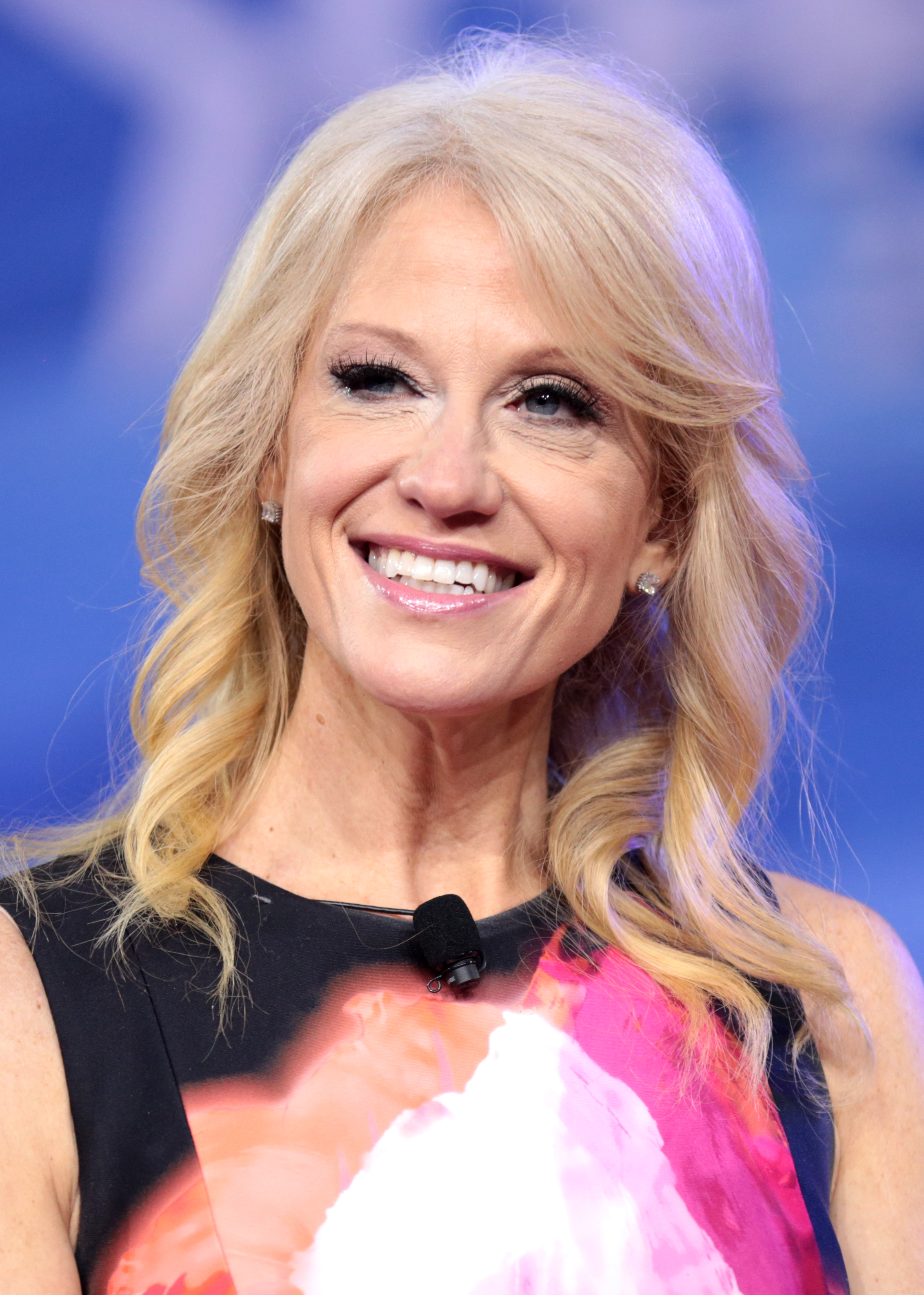
كيليان كونواي

دافعت المستشارة والخبيرة الاستراتيجية في حملة ترامب، كيليان كونواي، عن تصريحات سبايسر في مقابلة لها في برنامج ميت ذا برس. ردًا على سؤال من تود حول مزاعم ترامب الكاذبة وفقدان المصداقية، قالت كونواي: «قدم سكرتيرنا الصحفي، شون سبايسر، حقائق بديلة عن ذلك (تقصد حجم الحشد في تنصيب دونالد ترامب)، لكن تظل النقطة هي..» قاطعها تود بقوله «انتظري لحظة. حقائق بديلة؟... الحقائق البديلة ليست حقائق. إنها معلومات كاذبة». جادلت كونواي في إجابتها بأن أعداد الجماهير بشكل عام لا يمكن تقديرها على وجه اليقين واعترضت على ما وصفته بمحاولة تود جعلها تبدو سخيفة.
دافعت كونواي لاحقًا عن اختيارها للكلمات، معرِّفة «الحقائق البديلة» بأنها «حقائق إضافية ومعلومات بديلة».
بعد يومين، صحح سبايسر تصريحاته المتعلقة بمستويات ركاب التابعة لهيئة عبور منطقة واشنطن العاصمة، مشيرًا إلى أنه كان يعتمد على الإحصائيات «المعطاة له». وقد تمسك بادعائه المتنازع عليه على نطاق واسع بأن التنصيب كان الأكثر مشاهدة، مشيرًا إلى أنه ضم أيضًا نسبة المشاهدين عبر الإنترنت بالإضافة إلى التواجد الشخصي، والشخصيات التلفزيونية.
خلال الأسبوع الذي تلا تعليقات كونواي، ناقشت «الحقائق البديلة»، مستبدلة إياها بعبارة «معلومات بديلة» و«معلومات غير كاملة». بعد يومين من مقابلة تود، دافعت عن قيود السفر التي فرضها ترامب بالحديث عن «مذبحة بولينغ غرين» غير الموجودة (قالت لاحقًا إنها كانت تشير إلى اعتقال اثنين من العراقيين في بولينغ غرين، كنتاكي، لإرسالهما مساعدات إلى المتمردين في العراق)، وبالادعاء الكاذب بأن الرئيس أوباما في عام 2011 «حظر تأشيرات دخول اللاجئين من العراق لمدة ستة أشهر». ووصفت تصريحاتها الكاذبة بأنها «نقلت» الحقائق البديلة «إلى مستوى جديد».
زُعم أن عبارة «حقائق بديلة» تشبه العبارة المستخدمة في كتاب ترامب لعام 1987، ترامب: فن الصفقة. في ذلك الكتاب، وصف «الغلو الصادق» بأنه «شكل بريء من المبالغة... وشكل فعال للغاية من أشكال الترويج». وزعم الكتاب أن «الناس يريدون تصديق أن شيئًا ما هو الأكبر والأعظم والأكثر إثارة». قال الكاتب الخفي، توني شوارتز، إنه صاغ هذه العبارة وادعى أن ترامب «أحبها».
دافعت كونواي لاحقًا عن ملاحظاتها في مقابلة نُشرت في مارس 2017: «اثنان زائد اثنان يساوي أربعة. ثلاثة زائد واحد يساوي أربعة. غائم جزئيًا، ومشمس جزئيًا. نصف الكأس ممتلئ، ونصف الكأس فارغ. هذه حقائق بديلة». في مقابلة إذاعية مع مارك سيمون والتي شرحها موقع سالون في فبراير 2018، زعمت أن مدققي الحقائق المحترفين يميلون إلى أن يكونوا ليبراليين سياسيين و«يختارون الحقائق التي يعتقدون أن عليهم تدقيقها... الأمريكيون هم مدققو الحقائق. الناس يعرفون، لديهم حقائقهم وأرقامهم الخاصة، أي الحقائق والأرقام المهمة بالنسبة لهم».

## ردود الأفعال

### الانتقادات
أثار مؤتمر سبايسر الصحفي وتعليقات كونواي اللاحقة ردود فعل سريعة على وسائل التواصل الاجتماعي. نشر الصحفي دان راذير انتقادات لإدارة ترامب القادمة على صفحته على فيسبوك. كتب راذير:
هذه ليست أوقاتًا عادية. هذه أوقات عجيبة. وتستدعي الأوقات العجيبة اتخاذ إجراءات عجيبة. عندما يكون لديك متحدث باسم رئيس الولايات المتحدة يختتم كذبة بالعبارة الأورويلية «حقائق بديلة».... عندما يكون لديك سكرتير صحفي وفي أول ظهور له أمام البيت الأبيض يهدد المراسلين، ويتنمر عليهم، ويكذب، ثم يخرج من المؤتمر الصحفي دون أن يجيب على سؤال واحد... فالحقائق والحقيقة لا تتحيز لأحد. إنهما حجر الأساس لديمقراطيتنا. فإما أن تكون معهما، ومعنا، مع دستورنا وتاريخنا ومستقبل أمتنا، أو أن تكون ضدهم. يجب على الجميع الإجابة على هذا السؤال.
كان رد صحيفة نيويورك تايمز بالتحقق من البيانات التي أدلي بها خلال المؤتمر الصحفي الذي عقده سبايسر. وأجروا مقارنة فوتوغرافية بين الحشود أثناء تنصيب أوباما عام 2009 وتنصيب ترامب.
وصفت الصحفية والمحررة التنفيذية السابقة لصحيفة نيويورك تايمز جيل أبرامسون تعليقات كونواي حول الحقائق البديلة بأنها «لغة النيوسبيك الأورويلية»، وقالت إن «الحقائق البديلة مجرد أكاذيب». نقلت إن بي سي نيوز عن خبيرين في سيكولوجية الكذب قولهما إن إدارة ترامب كانت منخرطة في التلاعب بالعقول، وذكرت أن اسم النطاق الحقائق البديلة. كوم جرى شراؤه وإعادة توجيهه إلى مقال حول هذا الموضوع.
أفاد موقع قاموس ميريام وبستر أن عمليات البحث عن كلمة «حقيقة» ارتفعت بعد استخدام كونواي عبارة «حقائق بديلة». شاركوا أيضًا بتغريدات حول هذا الموضوع: «الحقيقة هي جزء من المعلومات المقدمة على أنها ذات واقع موضوعي». تضمنت التغريدة رابطًا لمقالهم حول استخدام كونواي للمصطلح.
بعد مقابلة كونواي في برنامج ميت ذا برس وانتشار عبارة «الحقائق البديلة» على وسائل التواصل الاجتماعي كانتشار النار في الهشيم، وتشبيه العبارة بمصطلحات مثل التفكير المزدوج ونيوسبيك، وهي مصطلحات مأخوذة من رواية جورج أورويل البائسة 1984، زادت مبيعات الرواية لأكثر من 9500 بالمئة، وأصبح الكتاب الأكثر مبيعًا على أمازون. نسبت صحيفة نيويورك تايمز وآخرون ذلك إلى تصريح كونواي. أمرت شركة بنكون، الناشرة للكتاب، بإعادة طباعة 75,000 نسخة لتلبية الطلب.
في 24 يناير 2017 أصدرت جمعية العلاقات العامة الأمريكية، وهي مجموعة تجارية معنية بالعلاقات العامة، بيانًا جاء فيه أن «تشجيع واستمرار استخدام الحقائق البديلة من قبل متحدث رفيع المستوى ينعكس سلبًا على جميع المتخصصين في مجال التواصل».